# Eduard Robert Flegel
Eduard Robert Flegel (Vilna, 13 de octubre de 1852 - Brass, Nigeria, 11 de septiembre de 1886) fue un explorador alemán.

## Biografía

### Primeros años

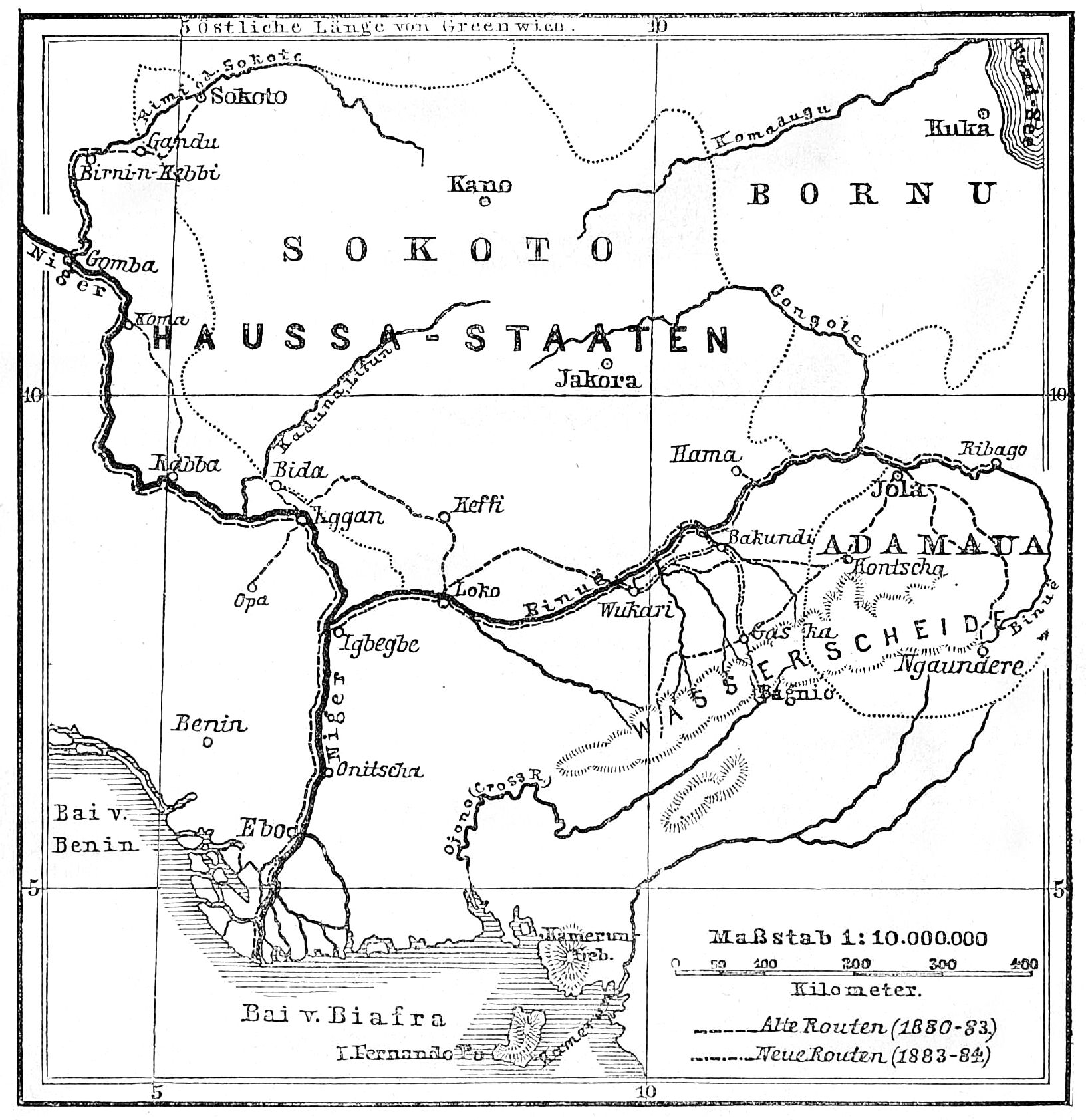
Mapa general de los viajes de Flegel

Recibió una educación alemana en las ciudades de Mitau y Riga. Desde 1869, Flegel trabajó en una librería en Riga, en 1872 asistió a la escuela comercial de Múnich, luego se trasladó a Hamburgo y en 1875 ocupó un puesto en una casa comercial hamburguesa. Se preparó para dedicarse a la exploración, aprendiendo lenguas africanas y acostumbrando su cuerpo al clima africano.

### Exploraciones africanas
En 1879, Flegel viajó como contable en el Henry Venn, un barco misionero británico de la Sociedad Misionera de la Iglesia, hasta la ciudad costera de Limbe, en Camerún. En junio de ese año, el barco navegó por el río Níger y por el Benue, su principal afluente, hasta la ciudad de Ribao, en la comuna de Mayo-Darlé, cercana a la frontera con Nigeria. Flegel recopiló una gran cantidad de información geográfica y etnográfica, así como objetos, y preparó un mapa del curso del Benue. 
Regresó a Europa y sus informes fueron bien valorados y publicados en varias revistas de geografía. Flegel recibió financiación de la Sociedad de Geografía de Berlín para continuar sus exploraciones africanas. Entre septiembre de 1880 y abril de 1881, viajó a las ciudades nigerianas de Nupe y Sokoto, para obtener permiso para visitar el emirato Adamawa, al este de Nigeria. Luego regresó a la costa, donde permaneció a la espera de nueva financiación. Durante este período, realizó exploraciones más cortas por el Níger y el bajo Benue. Flegel finalmente pudo comenzar su viaje a Adamawa en febrero de 1882, acompañado por su guía, el comerciante Madugu Mohamman Mai Gashin Baki, cuya biografía publicó en 1885. Llegaron a la capital del emirato, Yola, en julio de 1882 y luego continuaron hasta las fuentes del Benue, cerca de Ngaoundéré, regresando a la costa, a Lagos, en marzo de 1883.
En el verano de 1883, recibió financiación de la Deutsche Afrikanischen Gesellschaft para ir desde Benue al río Congo; llegó a la cuenca meridional del Benue, pero no pudo continuar más hacia el interior debido al estallido de hostilidades. También realizó un nuevo viaje a Adamawa entre septiembre de 1883 y abril de 1884. En agosto de 1884, Flegel regresó a Alemania con dos guías y comerciantes hausa que habían compartido sus exploraciones, uno de los cuales era Madugu Mohamman Mai Gashin Baki. Fueron recibidos por las sociedades geográficas y el emperador Guillermo I.

### Últimos años
En 1884, Flegel se puso al servicio de los proyectos alemanes de colonización del Camerún. El Fondo del Reich para la Investigación Africana le proporcionó los fondos para establecer puestos comerciales alemanes en la región de Níger-Benuë que había visitado anteriormente. El emperador Guillermo I también le encargó que entregara regalos al califa de Sokoto. La expedición comenzó en abril de 1885 pero fue un fracaso, pues varios miembros de la expedición enfermaron, un bajo nivel de agua en el río Benue les impidió avanzar rápidamente y cuando llegaron los británicos ya ocupaban oficialmente, gracias a tratados con los gobiernos locales, una vasta región en la confluencia de los ríos Níger y Benue, a través de la Real Compañía del Níger. En julio de 1886, Flegel fue llamado de vuelta a Europa mientras se dirigía a Yola y murió en septiembre en la localidad de Brass, en el delta del Níger.

## Obras
Publicó dos obras en vida y otras fueron publicadas póstumamente por su hermano Karl Flegel:
- Drei Briefe an die Freunde deutscher Afrika-Forschung, colonialer Bestrebungen und der Ausbreitung des deutschen Handels (1885).
- Lose Blätter aus dem Tagebuche meiner Haussa-Freunde und Reisegefährten (1885).
- Vom Niger-Benue, Briefe aus Africa (1890). Editado por Karl Flegel.